# Économie de la Biélorussie
Après la chute de l'Union soviétique, toutes les anciennes républiques soviétiques durent faire face à une crise économique profonde. De plus, l'accident nucléaire de Tchernobyl et les radiations qui se sont ensuivies ont résulté en la destruction d'une partie de l'agriculture (20 % des terres agricoles ayant été contaminées). La Biélorussie a toutefois choisi sa propre voie de sortie de cette crise. Après l'élection en 1994 d'Alexandre Loukachenko, le pays se lance sur la voie du « socialisme de marché » et donc une privatisation partielle, par opposition à ce que Loukachenko a considéré comme le « capitalisme sauvage » choisi par la Russie à cette époque. Conformément à cette politique, des contrôles administratifs des prix et des taux de change ont été introduits. Le droit d'intervention de l'État dans la gestion des entreprises privées a également été élargi, mais, le 4 mars 2008, le président émet un décret abolissant celui-ci pour améliorer le classement international de la Biélorussie en ce qui concerne les investissements étrangers. Il s'agit de la quatrième économie de la CEI.

## Analyse

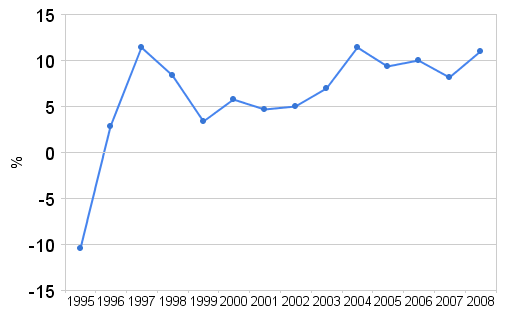
Tendance du PIB nominal, 1995-2007.

Lorsqu'elle accède à l'indépendance, en 1991, la Biélorussie peut encore s'appuyer sur son industrie héritée de l'ex-URSS. Celle-ci est désormais largement obsolète et dépendante de l'énergie qui provient principalement de Russie. Un effort est fait pour privatiser des entreprises d'État et s'ouvrir sur le marché, mais cet effort s'estompe après 1994 et une renationalisation de certaines entreprises est même observée. En 2021, près de 75 % du PIB provient d'entreprises d'État, ce qui se vérifie également pour le secteur bancaire. Une des raisons est liée au manque d'investissements étrangers.
Après 1991, la production en Biélorussie diminue régulièrement jusqu'au milieu des années 2000. Ensuite, l'importation de pétrole brut et de gaz naturel à des tarifs avantageux (inférieurs au marché) permet au pays par ses activités de raffinage d'accéder aux marchés et de vendre ses produits raffinés aux prix du marché. En 2016, la Russie estime être créancière de la Biélorussie (à hauteur de 740 millions de dollars) et décide donc de limiter ses exportations de pétrole brut. La Biélorussie consent, en avril 2017, à payer sa dette gazière, ce qui a comme effet de rétablir le flux de brut vers le pays.
Après une hausse de 4,7 % en 2002, la Biélorussie a enregistré, en 2003, une nouvelle croissance du PIB de 6,8 %, soit une performance supérieure à la prévision initiale de + 6 % / + 6,5 %. Dans ce pays où la structure de l'économie a peu évolué par rapport à l'époque soviétique, l'industrie et l'agriculture constituent des parts relativement importantes du PIB, respectivement 47,7 % et 7,7 %, alors que les services restent, à l'inverse, relativement peu développés (44,6 %). 
Selon l'ambassade de France à Moscou[réf. incomplète], ces bons résultats concernant la croissance doivent cependant être relativisés : les données statistiques publiques biélorusses sont sujettes à discussion en raison de leur caractère optimiste ; de plus, ces performances macroéconomiques seraient largement artificielles, l'économie biélorusse restant administrée de façon centralisée et bénéficiant de fournitures énergétiques russes "à prix d'amis", l'économie de la Russie étant celle qui est la plus étroitement liée à la Biélorussie pour des raisons historiques. Les bons résultats globaux sont d'ailleurs tempérés par le maintien d'une inflation élevée (25,4 %), qui demeure un point noir de l'économie biélorusse, bien qu'en diminution (34,8 % en 2002). La persistance d'une inflation élevée serait en grande partie due à l'octroi par les autorités de hausses de salaires supérieures aux gains de productivité. De plus, la situation des finances publiques serait également fragile (alors que le déficit était encore de 0,8 % à l'issue des 11 premiers mois, sa prévision finale a été portée à 2,3 % pour l'ensemble de l'année 2003), dû au fait de la détérioration des rentrées fiscales, alors que l'État a conservé d'importants engagements sociaux. Enfin, toujours selon l'ambassade de France à Moscou, le secteur bancaire ne serait pas en mesure de jouer efficacement son rôle d'intermédiation en raison de sa petite taille (l'actif net représente moins de 28 % du PIB), de la concentration à 60 % des dépôts des ménages au profit de la Belarusbank et de l'obligation faite par l'État aux banques commerciales de financer les entreprises déficitaires.
La lenteur des réformes a permis de conserver des structures de production quasi inchangées depuis la période soviétique. Ainsi, la part du secteur privé dans l'économie demeure très faible (15 % du PIB environ) et tend même à se réduire (environ 20 % au milieu des années 1990).
Les entreprises privées de tourisme connaissent un essor grâce au développement des infrastructures entre 2011 et 2015. Le nombre annuel de touristes, quasi inexistant, passe de 60 000 en 2000 à plus de onze millions en 2018 (des touristes russes pour 64 % et ukrainiens pour 18 %).
La crise financière se fait ressentir en 2011, alors que l'année précédente, la décision a été prise de faire passer le salaire moyen de 320-370 à 500 dollars. Le rouble biélorusse perd fortement de sa valeur et l'inflation atteint 108,7 % cette année-là. Le taux de refinancement passe de 10,5 % en décembre 2010 à 45 % en décembre 2011 pour néanmoins rechuter à 32 % en juin 2012. En novembre 2011, les taux d'intérêt de certaines banques avoisinent les 120 %. En 2014, parallèlement à la dévaluation du rouble russe, le rouble biélorusse connaît de nouvelles dévaluations. Entre 2012 et 2016, l'économie stagne, creusant un peu plus les écarts de productivité et de revenus entre la Biélorussie et ses plus proches voisins. La chute des prix mondiaux des principales exportations de la Biélorussie contribue également à ces difficultés qui conduisent le pays à adopter de nouvelles mesures économiques.
À partir de 2017, le pays renoue avec une croissance modeste, largement liée à une amélioration globale de l'économie mondiale. Pour la première fois depuis 2011, le pays émet de la dette souveraine, ce qui permet de soulager sa trésorerie. Dans cette même optique, en février 2018, le pays émet 600 millions de dollars d'euro-obligations.
Le taux de chômage officiel est de moins de 1 % en 2011, mais nombre de personnes tentent d'éviter l'enregistrement en tant que chômeurs, en raison de travaux publics obligatoires, tandis que l'assurance chômage est faible (environ 70 000 roubles par mois). Selon Charter 97, site biélorusse opposé au gouvernement, celui-ci serait en réalité de 15 %, voire 24 %. La Banque mondiale l'estime à 0,5 % en 2015.
| Année | Croissance | Année | Croissance | Année | Croissance |
| ----- | ---------- | ----- | ---------- | ----- | ---------- |
| 1990  | ?          | 2000  | 5,8 %      | 2010  | 7,7 %      |
| 1991  | -1,2 %     | 2001  | 4,7 %      | 2011  | 5,5 %      |
| 1992  | -9,6 %     | 2002  | 5,5 %      | 2012  | 1,7 %      |
| 1993  | -7,6 %     | 2003  | 7,0 %      | 2013  | 1,1 %      |
| 1994  | -11,7 %    | 2004  | 11,4 %     | 2014  | 1,7 %      |
| 1995  | -10,4 %    | 2005  | 9,4 %      | 2015  | -3,8 %     |
| 1996  | 2,8 %      | 2006  | 10,0 %     | 2016  | -2,5 %     |
| 1997  | 11,4 %     | 2007  | 8,6 %      | 2017  | 2,5 %      |
| 1998  | 8,4 %      | 2008  | 10,2 %     | 2018  | 3,1 %      |
| 1999  | 3,4 %      | 2009  | 0,2 %      | 2019  | 1,2 %      |

Pour des raisons techniques, il est temporairement impossible d'afficher le graphique qui aurait dû être présenté ici.

Pour la première fois en plus de vingt ans l’économie biélorusse entre ainsi en récession en 2015. Cette situation, remarquable pour un pays qui avait été l'un des seuls en Europe à surmonter la crise des années 2008-2009 sans connaitre de récession, s'expliquerait notamment par des facteurs extérieurs tels que la détérioration accentuée de l'Économie de l'Ukraine et de l'Économie de la Russie, avec lesquelles la Biélorussie entretenait pour des raisons historiques et géographiques des échanges commerciaux privilégiés et qui restent avec l'UE dans le top 4 des partenaires commerciaux de la Biéorussie (Bélarus) en 2020.

## Échanges internationaux

### Relations économiques avec la Russie
Avec la Biélorussie, la Russie s'est engagée dans un processus d'union de type confédéral qui dépasserait les objectifs d'une simple union douanière et monétaire. La dépendance de Minsk en énergie et en débouchés permet à Moscou de préserver son influence dans cette république slave dont 47 % des échanges ont lieu avec la Russie en 2015. Fin 2006, la Biélorussie a ardemment négocié le prix de son gaz, qu'elle payait jusqu'à cette date 47 USD pour 1 000 m³ (contre plus de 250 dollars alors sur le marché européen). Menaçant de couper les robinets à moins d'obtenir le prix demandé, la Russie a obtenu un accord final in extremis le 31 décembre 2006 à un prix de 100 USD pour 1 000 m³.  De plus, elle a obtenu une compensation en 50 % de titres dans la société gazière biélorusse Beltransgaz (dont le montant de 5 milliards de USD est estimé surévalué par les experts russes). Outrée par cette augmentation, la Biélorussie a appliqué une taxe sur le transit du pétrole russe vers les pays plus à l'Ouest. Cette confrontation des deux alliés traditionnels survient malgré le soutien que la Russie apporte traditionnellement au président Loukachenko. Les autorités russes rejettent tout leitmotiv politique de la crise, stipulant n'être régies que par des motivations économiques.

Pays charnière entre la Russie et l'Europe occidentale, la Biélorussie assure, grâce à ses pipelines, le transit de 20 % de gaz russe exporté à l'Ouest.
La dépendance économique de la Biélorussie envers la Russie est aussi forte sur l'ensemble de son commerce extérieur, puisqu'elle importe la moitié de ses besoins et exporte le tiers de sa marchandise vers le grand frère russe, qui est parfois l'unique client de certains biens, comme les viandes ou les postes de télévisions.

### Relations commerciales avec l'Union européenne
L'union européenne est le second partenaire de la Biélorussie (Belarus).
avec 5659 millions d'euros de produits importés en 2020 et 4780 millions d'euros de produits exportés.
La Biélorussie est en 2020 le 46ème pays d'importation pour l'UE, avec 3855 millions d'euros de produits importés (0,2% pour l'UE).
La Biéolorussie est en 2020 le 35ème pays d'exportation pour l'UE, avec 6220 millions d'euros de produits exportés (0,3% pour l'UE).
Pour des raisons techniques, il est temporairement impossible d'afficher le graphique qui aurait dû être présenté ici.

Pour des raisons techniques, il est temporairement impossible d'afficher le graphique qui aurait dû être présenté ici.

## Les points forts de l'économie
- Le pays est le troisième producteur de lait d'Europe. Il exporte son lait et ses fromages dans toute la CEI, en Europe occidentale et même au Moyen-Orient.
- L'industrie chimique et pétrochimique (12 % du PIB) est l'autre fleuron de l'économie biélorusse, 20 % du gaz russe passant par le gazoduc Yamal-Europe.